# Graphidales
De Graphidales vormen een voormalige orde van Lecanoromycetes uit de subklasse van Ostropomycetidae.

## Taxonomie
De taxonomische indeling van de Graphidales was als volgt:
Orde: Graphidales 
- Familie: Diploschistaceae
- Familie: Fissurinaceae
- Familie: Gomphillaceae
- Familie: Graphidaceae
- Familie: Redonographaceae
- Familie: Thelotremataceae

Later zijn de families echter heringedeeld naar de orde Ostropales.